# Itapissuma
Itapissuma is een gemeente in de Braziliaanse deelstaat Pernambuco. De gemeente telt 24.406 inwoners (schatting 2009).